# MBT-70
Pour les articles homonymes, voir MBT.
Le MBT-70 (en anglais : Main Battle Tank 70, char principal de bataille 70), (en allemand : KPz 70 : Kampfpanzer 70, char de combat 70) est un prototype de char de combat développé conjointement par l'Allemagne de l'Ouest et les États-Unis au milieu des années 1960. Utilisant des technologies avant-gardistes pour son époque, le développement du MBT-70 s'avère trop complexe et trop coûteux, le programme prit fin en décembre 1971, deux années après le retrait de l'Allemagne de l'Ouest du programme.

## Origine du projet

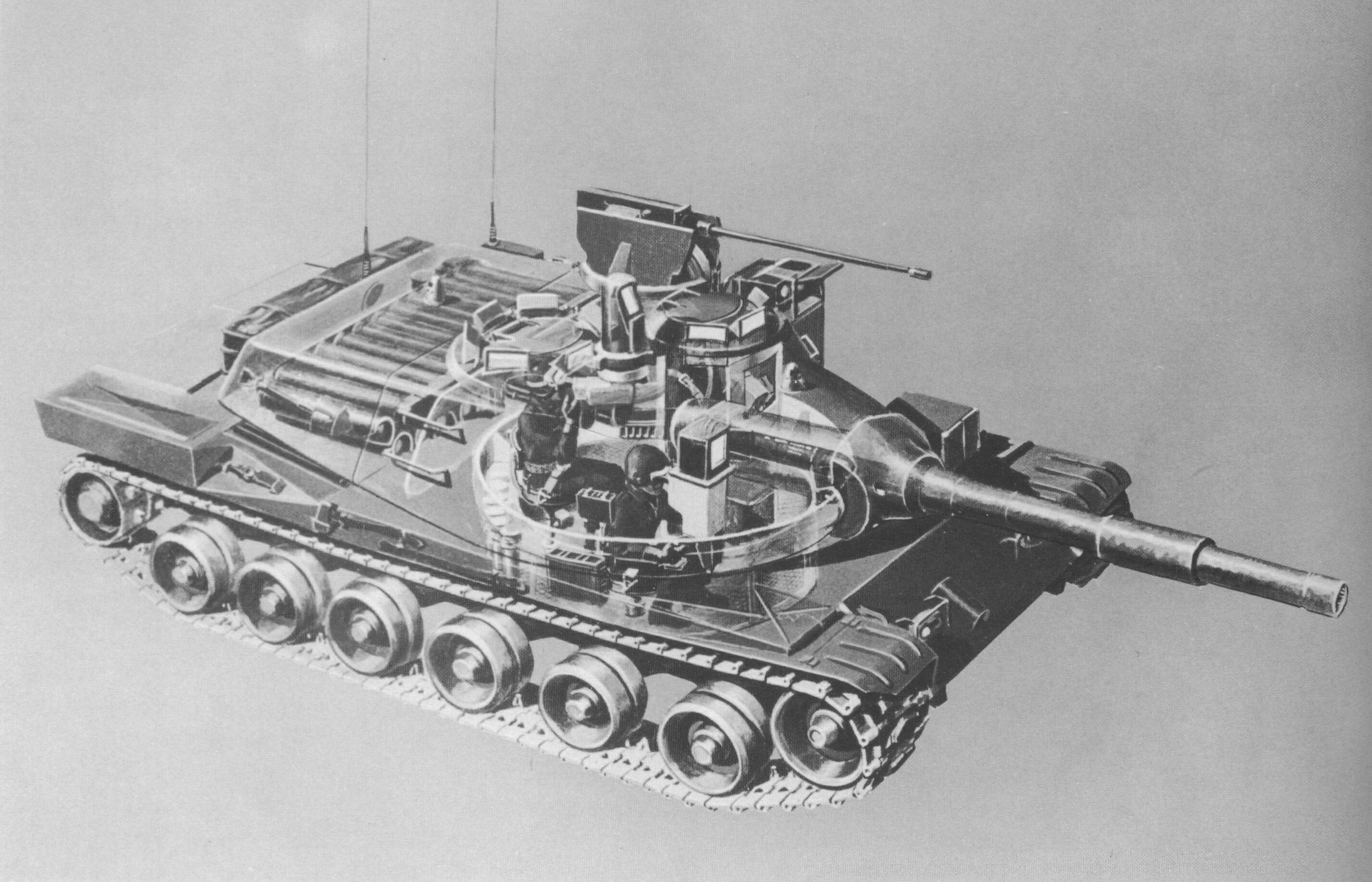
Vue d'artiste du MBT-70

À la fin de l'année 1962 des négociations furent ouvertes entre les États-Unis d'Amérique et la République fédérale d'Allemagne, ces pourparlers devaient aboutir à la conclusion d'un accord concernant l'adoption d'un programme commun pour le développement d'un nouveau char de combat bénéficiant des dernières avancées technologiques en la matière et devant entrer en service dans les deux pays dès 1970. L'accord fut signé le 1er août 1963 par le secrétaire à la Défense des États-Unis, Robert McNamara et par le ministre fédéral de la Défense, Kai-Uwe von Hassel.
En 1963, une liste commune des spécifications et des exigences auxquelles devait répondre le nouveau char fut établie par les deux pays.
Le développement, quant à lui, était supervisé par deux bureaux d'études : le JEA (Joint Engineering Agency) composé de représentants gouvernementaux ainsi que de militaires tandis que le JDT (Joint Design Team) comportait les représentants des industries des deux pays. General Motors était le principal maître d'œuvre du côté américain, l'équivalent ouest-allemand était la Deutsche Entwicklungsgesellschaft, récemment issue d'un consortium. La phase de conception, réalisée à Augsbourg s'étala de septembre 1964 à septembre 1966. La construction des six prototypes américains se déroula à Détroit à partir de juillet 1967, deux mois avant la construction du premier des six prototypes ouest-allemands.

## Principales caractéristiques
Fruit du développement américano-allemand, le MBT-70 était armé d'une version allongée du canon de 152 mm à faible effort de recul M81 monté précédemment sur le char léger M551 Sheridan et le char de combat M60A2. Sa pression en chambre supérieure l'autorisant par conséquent à tirer des obus-flèches en complément des obus à charge creuse, explosifs et de missiles antichars. En outre, le canon était approvisionné par un système de chargement automatique positionné dans la nuque de tourelle. L'installation d'un tel système était jugée essentielle pour permettre le tir en marche et réduire l'équipage à trois hommes. En plus du système de guidage du missile Shillelagh, il y avait aussi une conduite de tir automatisée comprenant entre autres un télémètre laser et un calculateur balistique.
Les trois membres d'équipage étaient tous rassemblés dans la tourelle, ce regroupement facilitait le chauffage et la climatisation du compartiment de combat tout en assurant leur protection contre les menaces de type NRBC si le char venait à évoluer dans un environnement contaminé.
L'absence de pilote dans le châssis permettait de diminuer la hauteur de la caisse et par conséquent de réduire la silhouette du char, en contrepartie, l'installation d'un poste de pilotage contrarotatif était nécessaire afin que le pilote fasse toujours face vers l'avant. En plus de son encombrement, ce système a entraîné inévitablement une complexification des commandes et par conséquent, de la conduite.
Devant être extrêmement mobile, le MBT-70 devait posséder un rapport puissance/poids d'au moins 30 chevaux par tonne, un ratio nettement supérieur à tous les blindés d'une masse comparable conçus jusqu'alors. La masse en ordre de combat étant initialement fixée à 45,3 tonnes, cela impliquait l'utilisation d'un moteur d'une puissance de 1 500 chevaux. Une suspension oléopneumatique à garde au sol et assiette variable lui permettait d'atteindre une vitesse exceptionnelle en terrain accidenté.
Certains composants du MBT-70 étaient innovants et par conséquent furent adoptés sur d'autres chars de combat développés au cours des décennies suivantes.
D'autres étaient plus discutables, cela comprenait le regroupement de tout l'équipage dans la tourelle, le tourelleau rétractable, téléopéré, abritant le canon-mitrailleur et le moteur Diesel à taux de compression variable (dans le cas du MBT-70).
Quels que soient les mérites ou les démérites de ces composants, ils étaient pour la plupart issus de technologies nouvelles n'ayant pas été mises à l'essai. Ce qui voulait dire que les intégrer toutes dans le MBT-70 allait, au mieux, rendre son développement complexe et coûteux.
L'assemblage des premiers prototypes américains et allemands était prévu pour 1967. Le coût du développement étant bien plus élevé que prévu, le gouvernement allemand a décidé à la fin de 1969 de se retirer du programme. Sous la pression de l'US Army, le développement du MBT-70 a continué aux États-Unis sous la forme d'une version simplifiée, le XM803. Malgré les allégations selon lesquelles il devait être nettement moins coûteux que le MBT-70, le coût estimé de production du XM803 demeurait trois à quatre fois supérieur à celui d'un M60A1. Cela en était trop pour le Congrès américain qui remettait en question le besoin d'un char "Aussi complexe, sophistiqué et aussi cher que le MBT-70." et décida en 1971 de retenir les fonds pour tout autre développement subséquent. Par conséquent, le programme MBT-70/XM803 fût stoppé à la fin de 1971. 
L'année suivante, motivé par son besoin urgent d'un nouveau char de combat, l'US Army prit part au développement d'un nouveau char de conception plus conventionnelle, moins coûteux, misant plus sur la survivabilité que la puissance de feu, le XM815 qui allait être renommé XM-1.

## Armement

### Armement principal

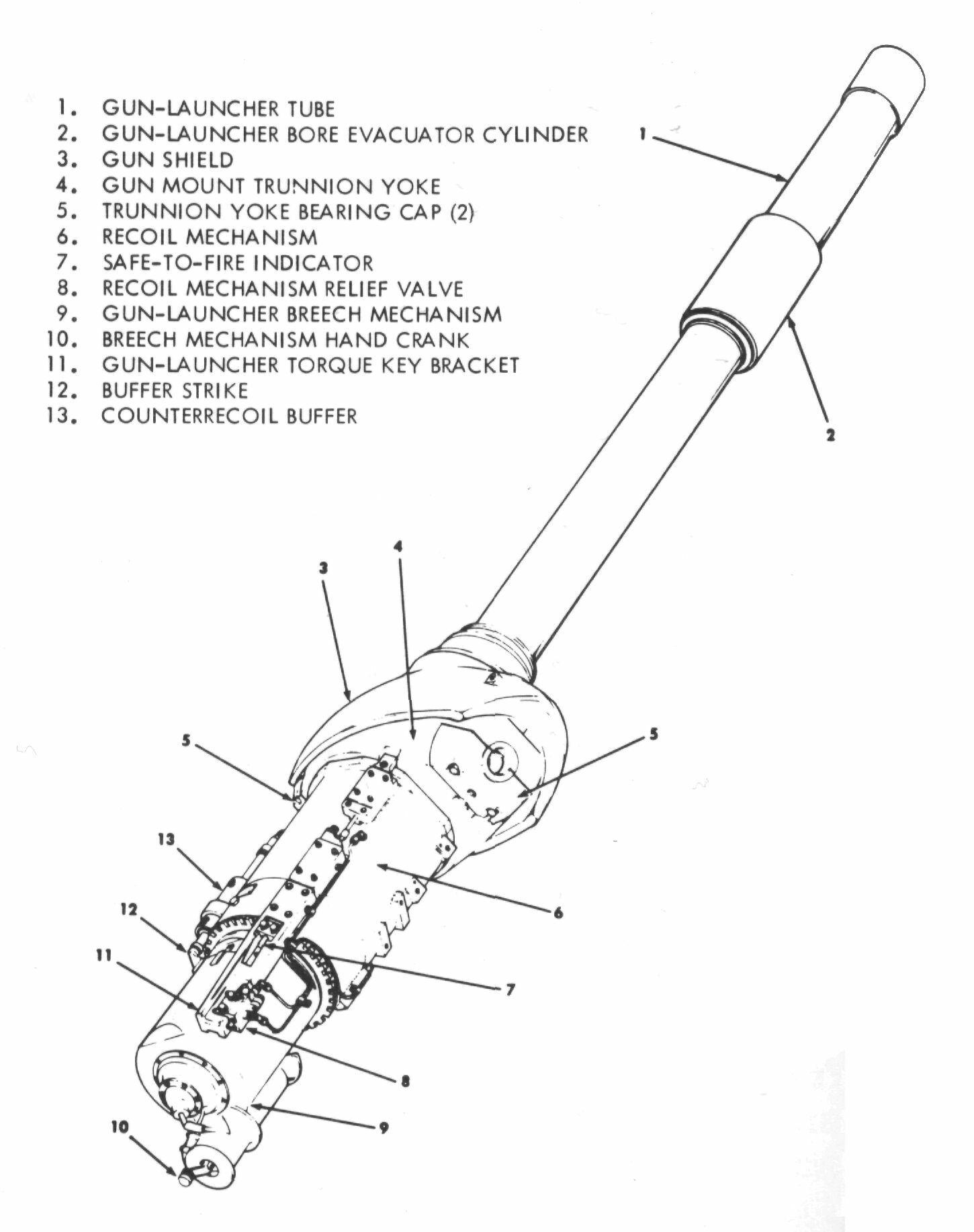
Le canon de 152 mm XM150E5

Le MBT-70 est armé d'un canon XM150E5 de 152 mm, il s'agit d'une version à haute pression du canon à faible effort de recul M81 utilisé sur le char léger M551 Sheridan. Le canon a une masse de 1 250 kg et a une longueur de 4 654 mm (28 calibres). Plus long de 10 calibres, il offre une allonge supérieure par rapport aux canons M81 et M162 utilisés sur le M551 Sheridan et plus tard, par le M60A2. 
Le XM150E5 emploie la même gamme de munitions à douille combustible de calibre 152 mm que celles du M551 Sheridan, deux nouvelles munitions sont spécialement développées pour le canon XM150E5.

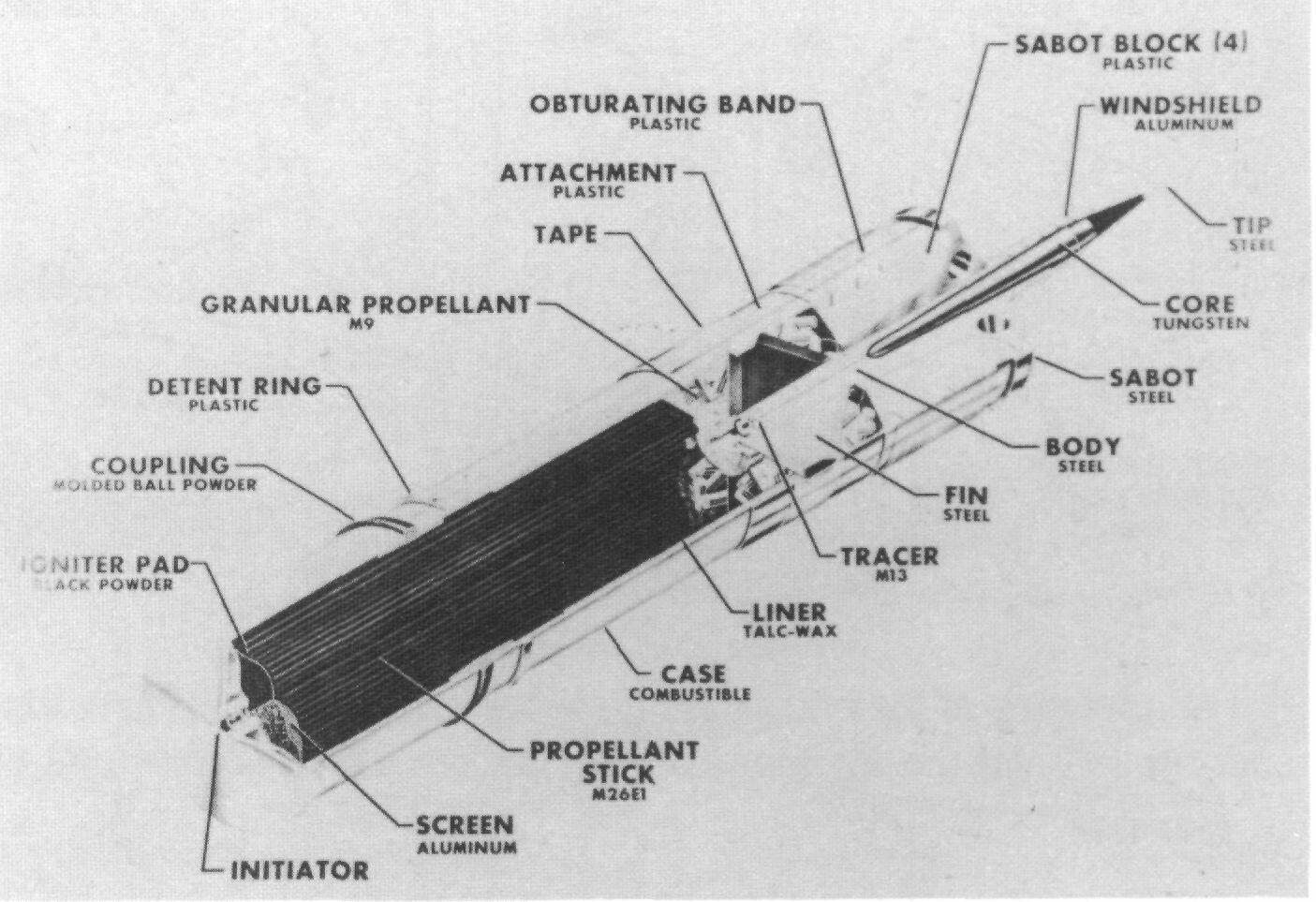
L'obus-flèche XM578E1

- L'obus-flèche XM578E1 était constitué d'une flèche sous-calibrée de 3,75 kg renfermant un barreau en alliage de tungstène en forme de goutte d'eau. Ce dernier est enveloppé dans une gaine en acier maraging. Sa pointe est en aluminium tandis que son empennage est constitué de quatre ailettes en acier. Le sabot enveloppant la flèche comporte quatre pétales faits d'acier et de plastique. Le diamètre de la flèche allant de 10 à 30 mm pour un ratio d'allongement de 8:1. La flèche et son sabot ont ensemble une masse de 9,2 kg et le projectile affiche une vitesse initiale de 1 478 m/s. La masse totale de la munition est de 18,2 kg. L'obus-flèche XM578E1 était capable de perforer, à 1 000 mètres, une plaque d'acier à blindage de 152 mm d'épaisseur sous une incidence de 60°, à 2 000 mètres une plaque d'acier à blindage de 76,2 mm d'épaisseur sous une incidence cette fois de 75° et à 3 000 mètres une plaque d'acier à blindage de 127 mm d'épaisseur sous une incidence de 60°.

- Le XM617, un obus-ruche dérivé de l'obus d'artillerie de calibre 105 mm M546 APERS-T dont le fonctionnement est similaire à l'obus Shrapnel.
L'obus comporte 8 200 fléchettes en acier de 0,8 gramme chacune, groupées en six paquets expulsés séquentiellement par des charges pyrotechniques coordonnées par une fusée à retardement programmable XM599. Les obus-ruches ont une grande efficacité antipersonnel et sont plus efficaces que les boîtes à mitraille.

Il faut noter que le MBT-70 tire aussi la dernière version (MGM-51C) du missile guidé antichar tiré par canon Shillelagh capable de frapper une cible mobile à 3 000 m de distance, un avantage quand on sait que la portée utile de combat du Royal Ordnance L7 de calibre 105 mm (armant la plupart des chars occidentaux de l'époque) était de 1 800 m.

#### Le système de chargement automatique

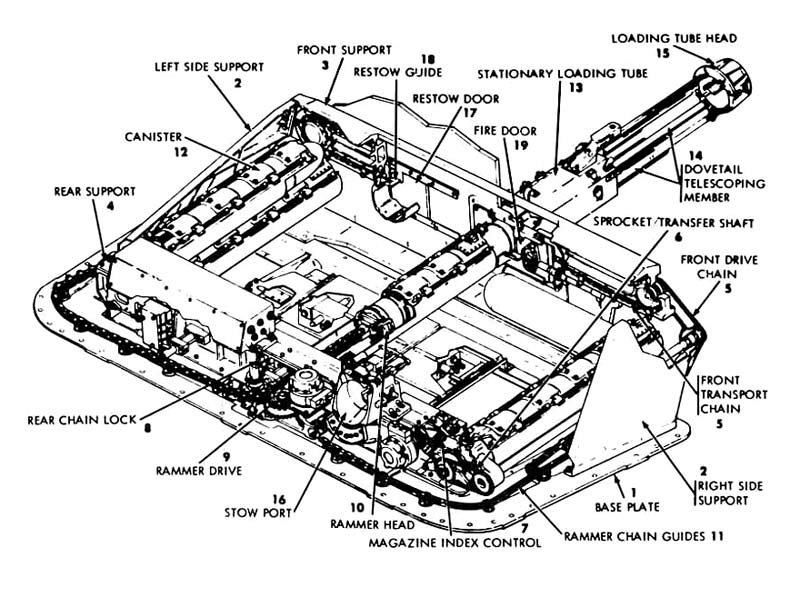
Le convoyeur à chaîne comporte 26 alvéoles.

Vingt-six projectiles de calibre 152 mm (obus à douilles combustibles ou missiles) sont placés dans le chargement automatique occupant tout l'espace arrière de la tourelle. Ce système de chargement automatique des munitions a été conçu par la firme Rheinmetall. Il devait équiper théoriquement les prototypes des deux pays mais finalement, ce fut un chargeur automatique conçu par General Motors, similaire au modèle allemand qui équipa les prototypes américains.
Le système de chargement automatique comporte un convoyeur à chaine actionnée par un moteur électrique supportant vingt-six alvéoles abritant chacune un projectile de calibre 152 mm (vingt-quatre alvéoles sur le MBT-70).
Lorsque la munition désirée est sélectionnée par le tireur, la bande convoyeuse s'actionne et l'alvéole abritant l'obus vient s'aligner devant une trappe coulissante installée dans la cloison séparant le chargeur automatique du compartiment de combat. Pendant ce temps, le canon est découplé du système de stabilisation pour atteindre une hausse de 0°. Puis, un deuxième moteur électrique vient actionner l'ouverture de cette porte qui va elle-même mettre en mouvement une butée par l'intermédiaire d'une chaîne. Cette butée va pousser le projectile dans un tube télescopique rétractable jusque dans la chambre du canon, la culasse quant à elle, s'ouvre automatiquement. Normalement, le cycle de chargement d'un projectile dure dix secondes} après le tir du précédent, mais il est possible de réduire ce délai à six secondes avec le chargeur automatique Rheinmetall lorsque le char est à l'arrêt. 
Le remplissage en munitions du système de chargement automatique se fait par l'intermédiaire d'une petite trappe sur l’arrière de la tourelle ou par une trappe interne dans la cloison, derrière le pilote. Il est aussi possible de recompléter le système de chargement automatique par le refouloir télescopique servant à charger les munitions dans la chambre en le faisant fonctionner dans le sens inverse.

### Armement secondaire

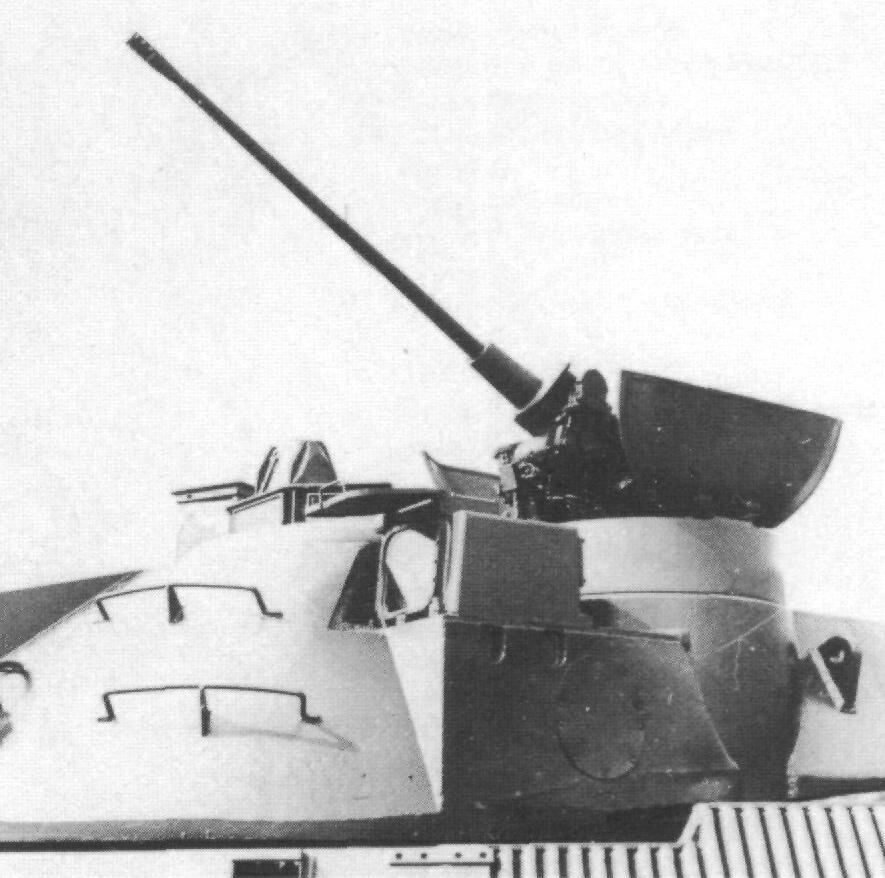
Le canon-mitrailleur Rh 202 dans sa capsule.

L'armement secondaire consiste en un canon-mitrailleur de 20 mm Rheinmetall MK 20 Rh 202 (de) et une mitrailleuse coaxiale M73 de 7,62 mm.
Le canon-mitrailleur Rh 202 de 20 mm est installé dans une capsule blindée étanche, placée dans le flanc gauche de la tourelle, derrière le conducteur. L'élévation et la rotation du canon s'effectuent à l'aide de deux moteurs électriques.

Lorsqu'il n'est pas utilisé, l'arme se rétracte dans sa capsule fermée par deux volets, seul le canon en dépasse, il vient se placer le long du toit de la tourelle après rotation de la capsule, juste avant sa fermeture.
Le canon est télé-opéré, la visée et la commande de tir sont déportées et s'effectuent donc à distance, à l'aide du viseur panoramique du chef de char lui permettant d'engager des cibles sur 360°, il est aussi possible d'utiliser le viseur principal du char opéré par le canonnier. Le canon et les viseurs sont gyrostabilisés, permettant un tir précis quand le char se déplace en terrain inégal.
 Le canon Rheinmetall Rh 202 à une cadence de tir nominale de 880 coups par minute et possède une portée pratique de 2 000 m. Il est utilisé principalement contre les blindés légers, l'infanterie et aussi contre les hélicoptères volant à basse altitude.
Le fond de la capsule abrite des équipements électroniques composés de plusieurs synchros mais aussi deux bandes de 375 obus chacune. La double alimentation du canon Rh 202 permet de sélectionner les munitions souhaitées en fonction de la menace, perforantes ou explosives à fragmentation. L'obus perforant-incendiaire DM43A1 est capable de percer 34 mm d'acier à blindage à 1 000 m de distance.
Une mitrailleuse coaxiale M73 de 7,62 mm était installée à droite du canon/lanceur de 152 mm, juste en dessous du viseur du canonnier. Elle était alimentée par une bande de 3 000 cartouches installée dans une boîte contre le mur du panier de la tourelle. Trois mille cartouches supplémentaires étaient entreposées dans 15 boîtes à munition placées entre le plancher du char et le panier de la tourelle.

### Moyens d'observation et conduite de tir

#### Opérateur tourelle
- Un viseur télescopique développé par la firme Delco Electronics est monté à droite de l'armement principal, à la limite du toit de la tourelle. Il est stabilisé sur le plan horizontal et vertical, le débattement du canon de 152 mm est suivi par le miroir primaire. La capacité de grossissement varie de × 7 à × 14 et cela de manière continue, à la manière d'un zoom progressif pour ne pas désorienter le tireur. Un télémètre laser conçu par la compagnie américaine RCA est incorporé au viseur dès 1967.
- Si le viseur principal vient à faire défaut, le tireur peut toujours compter sur un viseur télescopique d'urgence TZF-1 (capacité de grossissement de × 8.) provenant du Léopard 1.

#### Chef de char
- Un viseur périscopique est monté à l'avant-gauche de la trappe d'accès du chef de char. Développé par Delco Electronics, il permet de réaliser des observations sur 360° avec une capacité de grossissement de × 3 à × 8. Éventuellement, il peut fonctionner dans des conditions nocturnes à l'aide d'un filtre infrarouge lui permettant de capter la lumière émise par le phare infrarouge XSW–30–U monté sur le canon de 152 mm. Ce viseur a la particularité d'être équipé d'un système de stabilisation en site et en gisement. Ce système initialement développé pour le Léopard 1 l'autorise à pointer continuellement dans la même direction avec une précision de l'ordre de 0,05 milliradian et cela même quand le MBT-70 se déplace à une vitesse inférieure ou égale à 30 km/h. À noter que la brillance du réticule est réglable et que le périscope possède aussi un système de dégivrage.
- Un second viseur périscopique est installé à l'avant-droite de la trappe d'accès du chef de char, juste à côté du précédent. Plus encombrant que le premier, il ne sert que la nuit, l'observation de nuit se faisait à l'aide d'une caméra de télévision à bas niveau de lumière (TVBNL) qui amplification de lumière résiduelle. Inutile en journée, il se rétracte dans la tourelle grâce à un mécanisme hydraulique.

## Protection

### Blindage
Le cahier des charges établi au début du programme stipulait que le futur char germano-américain devait être capable de mettre en échec des obus perforants sous-calibrés à sabot détachable de 105 mm de type L28 et L36 (munitions britanniques appelées M392 aux États-Unis et DM13 en Allemagne de l'Ouest) tirés à une distance de 800 m. 
Le MBT-70 possède une tourelle moulée recouverte d'une carapace en acier à double dureté dénommée High Performance Armour (Blindage à Hautes Performances) comprenant 9 % de nickel et 4 % de cobalt refondu à l'arc sous vide pour atteindre un indice de dureté dépassant les 500 HB. L'épaisseur de cette dernière ne dépasse pas les 40 mm, sa dureté était suffisante à l'époque pour pulvériser les projectiles perforants à noyau en carbure de tungstène à l'impact. L'intérieur de la tourelle ainsi qu'une partie de l'espace entre la carapace extérieure et la partie moulée (constituant la base de la tourelle) est comblé par un revêtement en polyéthylène contenant du bore.
Cette configuration du blindage est également reprise sur le glacis de l'engin.

### Survivabilité
L'arrière de la tourelle abritant le système de chargement automatique était séparé de l'équipage par une cloison en acier d'une épaisseur de 25 mm.  La nuque de la tourelle se caractérisait par l'utilisation d'une structure en aluminium recouverte de plaques d'acier. 
Le MBT-70 bénéficiait d'un système de filtration NBC fabriqué en Allemagne et il était installé dans la partie supérieure gauche du châssis. 
La radioprotection de l'équipage est assurée par un revêtement interne en polyéthylène contenant du bore d'une épaisseur comprise entre 15 et 20 centimètres.
Il y avait une issue de secours située dans le plancher, au centre de la tourelle. Il était nécessaire de dévisser un couvercle en titane pour y avoir accès. Cette issue de secours a été supprimée sur le XM-803 en raison de la vingtaine de minutes nécessaire à son ouverture.
À noter que l'engin est entièrement protégé contre les impulsions électromagnétiques, notamment grâce au durcissement de tous ses systèmes électroniques.

## Motorisation

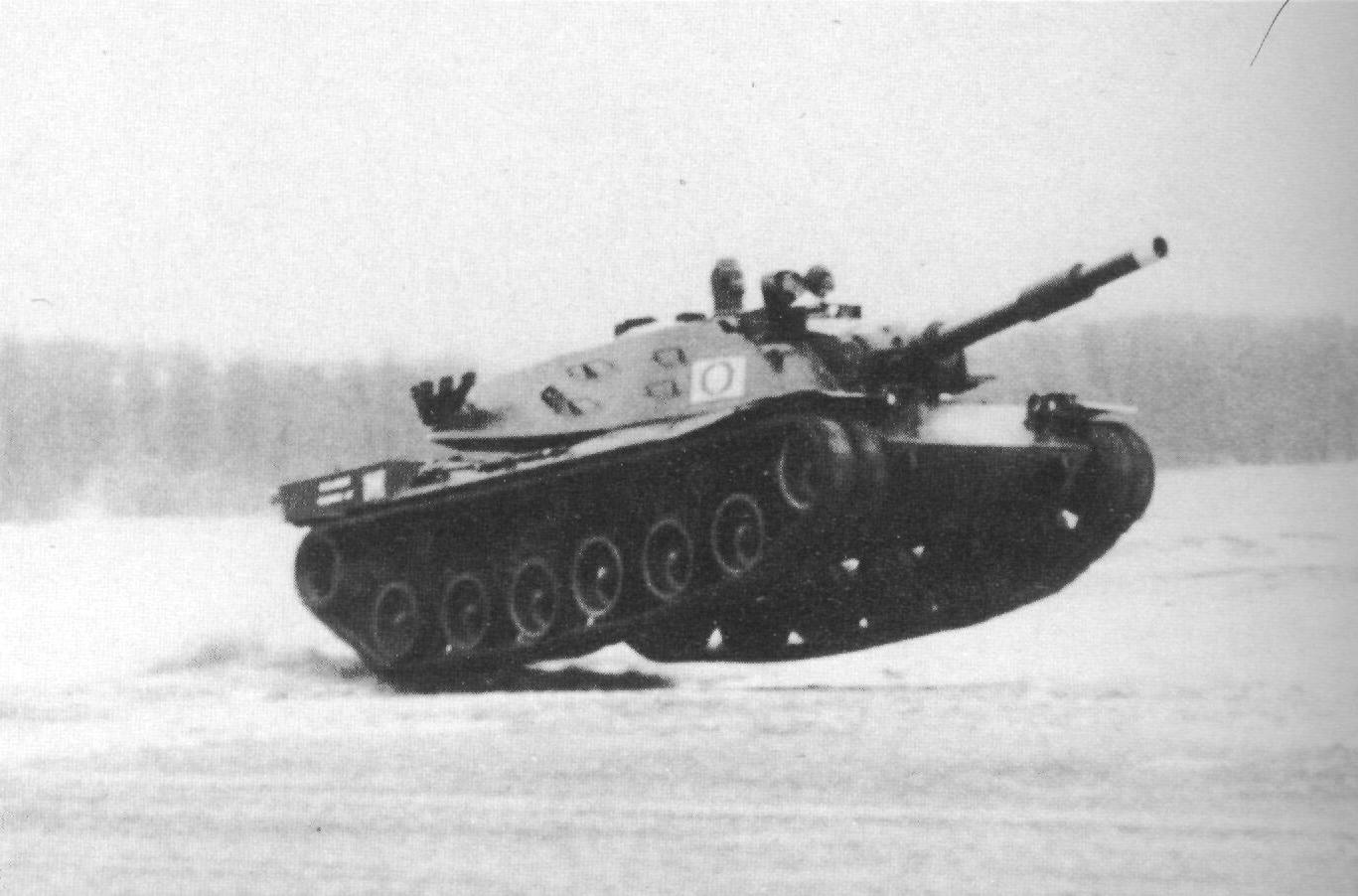
Un MBT-70 démontrant son agilité

Les prototypes américains furent propulsés par des moteurs Diesel Continental AVCR-1100 à 12 cylindres refroidi par air développant approximativement 1 475 chevaux à 2 800 tr/min. Au cours du développement du char, le moteur a évolué en trois modèles, l'AVCR-1100, l'AVCR-1100-2 et AVCR-1100-3, la principale différence entre les moteurs étant l'augmentation de la cylindrée de 18 354 à 22 286 cm3 dans le but d'améliorer la fiabilité lorsque le moteur tourne à plein régime. Le moteur est à taux de compression variable, il peut donc fournir un couple élevé à n'importe quelle vitesse en ajustant le taux de compression dans les cylindres de 10:1 à 22:1 à l'aide des pistons actionnés par pression hydraulique.
Le Kpz 70, la version allemande du MBT-70 avait préféré se voir équiper d'un moteur à 12 cylindres Daimler-Benz MB-873, plus lourd et à refroidissement par liquide. Ce moteur possédait deux turbocompresseurs avec un système d'échangeur air/air lui permettant de développer 1 500 chevaux à 2 600 tr/min.
Malgré l'abandon du programme en 1969, le moteur allait quand même connaître une seconde jeunesse sous le nom de MB 873 Ka-501 en équipant dix ans plus tard les nouveaux chars ouest-allemands de troisième génération; les Léopards 2. Il voyait alors sa cylindrée augmenter à 47 600 cm3 en augmentant l'alésage des pistons de cinq millimètres.
Le  moteur américain et le moteur ouest-allemand utilisaient tous les deux la transmission à commande manuelle ou automatique Renk (de) HSWL 354 à huit rapports (quatre avant et quatre arrière). Elle possédait un système de direction hydrostatique ainsi qu'un système de frein dynamique utilisant la pression d'huile (freinage hydrodynamique).

## Problèmes rencontrés lors du développement

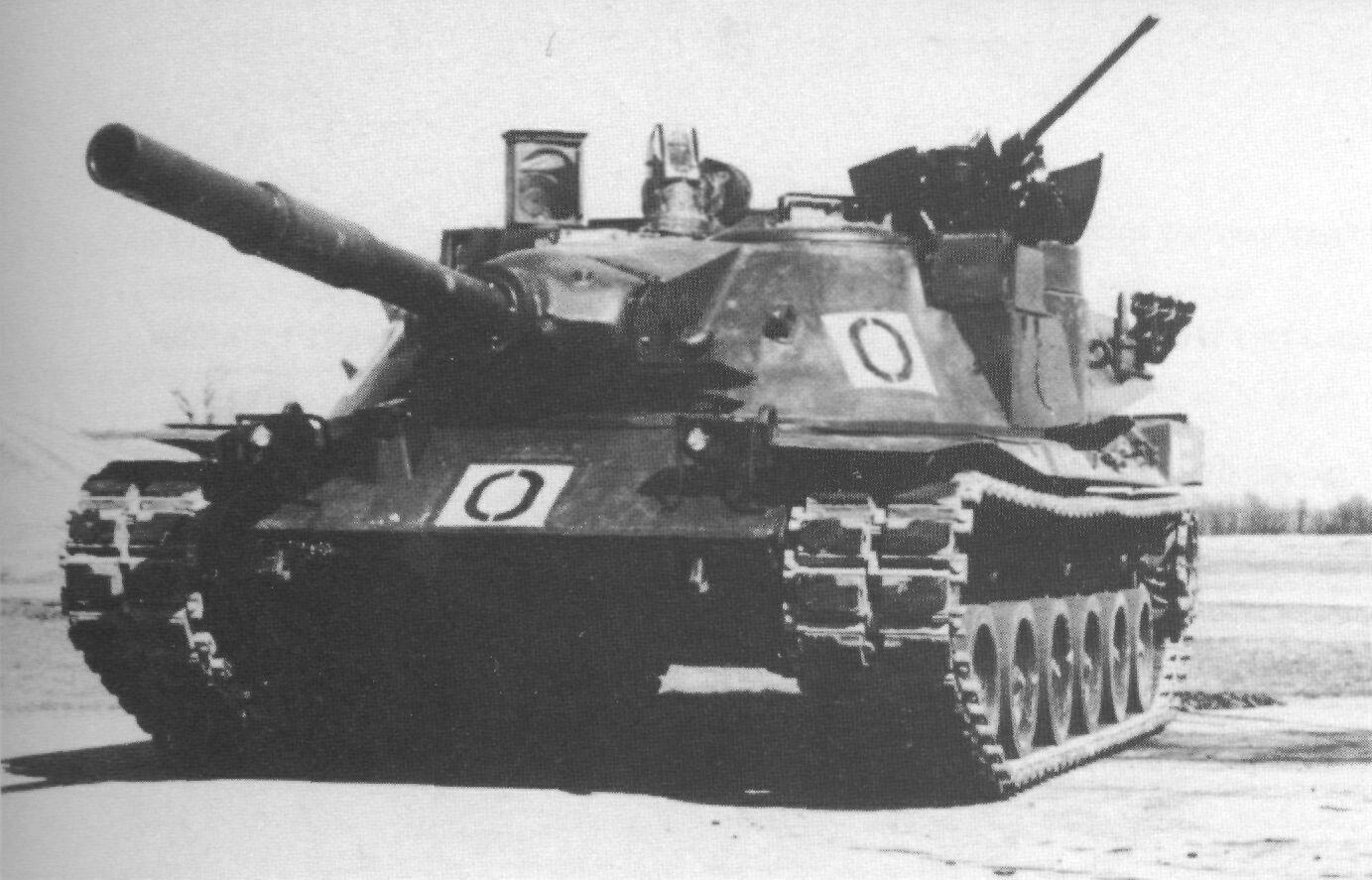
Un des derniers prototypes

Le canon-lanceur XM150 souffrait des mêmes inconvénients que le canon-lanceur M81, une version plus courte équipant les M551 Sheridan.
Les Américains avaient des problèmes de fiabilité avec leur moteur AVCR-1100 ainsi qu'avec le mécanisme de rotation de la tourelle.
De leur côté, les Allemands rencontraient des problèmes de mise au point de leur système de conduite de tir.
Les conducteurs des deux nations, isolés dans leur capsule contra-rotative, se plaignaient d'être désorientés et pris de nausées lorsque la tourelle tournait. 
Le dispositif de chargement automatique des munitions apportait aussi son lot d'inconvénients. Il déformait l'enveloppe de poudre propulsive des obus de 152 mm lors de leur chargement dans la chambre. De plus, la cadence de tir élevée qu'il offrait, chauffait rapidement le canon, élevant la température dans la chambre à une valeur suffisante pour auto-enflammer les munitions obus à étui combustible de 152 mm. 
À la fin de l'année 1969, plusieurs problèmes furent résolus :
Tout d'abord les Américains utilisèrent la dernière version de leur moteur Continental, l'AVCR-1100-3 offrant une meilleure fiabilité grâce à sa plus grosse cylindrée. Le chargeur automatique Rheinmetall était remplacé côté américain par celui conçu par General Motors de conception très similaire. Le canon-lanceur XM150E5 possédait un système d'injection de CO₂ pour nettoyer le canon de toute impureté après chaque tir.
Entretemps la masse du char avait augmenté, le poids maximal avait été fixé durant sa conception à 46 tonnes alors que les derniers prototypes testés en 1969 en pesaient 54.
En repensant la conception de certaines pièces, le MBT-70 perdit du poids en atteignant finalement les 50 tonnes avec en contrepartie une augmentation du retard sur le programme ainsi qu'une hausse des coûts de développement.

## Abandon du programme

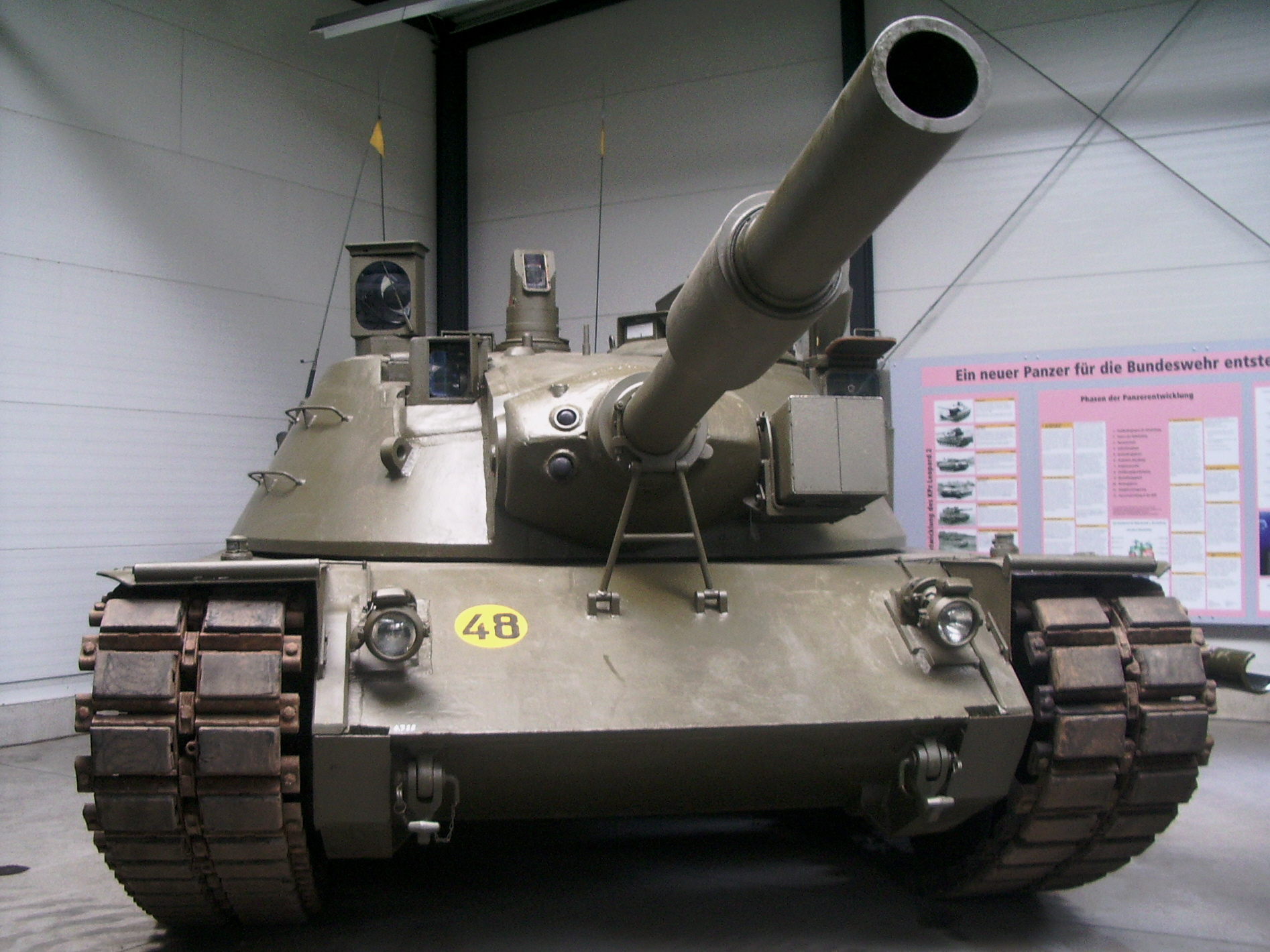
Un KPz 70 au musée des blindés de Koblenz.

## Variantes
| Appellation                         | MBT-70                                       | KPz-70                                    |
| Pays                                | États-Unis d'Amérique                        | République fédérale d'Allemagne           |
| ----------------------------------- | -------------------------------------------- | ----------------------------------------- |
| Motorisation                        | Continental AVCR-1100-3                      | Daimler-Benz MB-873 Ka-500                |
| Cylindrée                           | 22,2 L                                       | 39,8 L                                    |
| Puissance                           | 1 475 chevaux à un régime de 2 800 tr/min    | 1 500 chevaux à un régime de 2 600 tr/min |
| Couple maximal                      | 3 728 N m à 2 200 tr/min                     | 4 300 N m à 1 950 tr/min                  |
| Suspension                          | National Water Lift Model 812                | Frieseke & Höpfner Hydrop-Feder           |
| Mitrailleuse coaxiale               | General Electric M73                         | Rheinmetall MG3A1                         |
| Système de chargement automatique   | General Motors (24 obus)                     | Rheinmetall (26 obus)                     |
| cadence de tir                      | 6 coups/min (en mouvement, obus et missiles) | 10 coups/min (à l'arrêt, obus uniquement) |
| Emport total en munitions de 152 mm | 48                                           | 46                                        |

- KPz 70 : version ouest-allemande du MBT-70 avec un train de roulement, système de chargement automatique et un groupe motopropulseur de conception locale.

- XM803 : version simplifiée du MBT-70 conçue après l'échec du programme germano-américain ; suppression du canon-mitrailleur de 20 mm ainsi que du système de vision extérieure par caméra vidéo. La puissance du moteur est réduite à 1 250 ch, la suspension oléopneumatique est simplifiée. Ajout de jupes latérales en acier, d'une mitrailleuse lourde télé-opérée M85 sur le viseur du chef de char, d'un manchon anti-arcure sur le nouveau canon XM150E6 équipé d'un système d'injection de CO₂. Le transmetteur pour le missile Shillelagh est maintenant placé au-dessus du canon. Le panier de la tourelle en acier est remplacé par un plus léger en aluminium, transmission et chenilles de chez General Motors. Les deux viseurs panoramiques de jour et de nuit du chef de char fusionnent pour devenir un viseur panoramique à deux voies jour/nuit.

## Culture populaire
- Dans le jeu vidéo d'action / infiltration Metal Gear Solid: Peace Walker sorti en 2010, le MBTK-70 est un char présent au Costa Rica.
- Il est aussi présent dans le jeu vidéo de stratégie en temps réel Wargame: European Escalation sorti en 2012, le MBT-70 et le KPz-70 sont deux chars de combat expérimentaux utilisés respectivement par l'US Army et la Bundeswehr.
- Le MBT-70 et le KPz-70 sont des véhicules de rang 6 dans le jeu War Thunder.
- Le KPz-70 est un char lourd allemand de rang 9 sur le jeu World of Tanks Blitz.